# Hôtel Ambassador-Monaco
Hôtel Ambassador-Monaco är ett trestjärnigt hotell som ligger på 10 Avenue Prince-Pierre i distriktet La Condamine i Monaco. Hotellet har 35 hotellrum.
Den har också en restaurang på bottenvåningen vid namn P&P och serverar främst pizzor och pastarätter, restaurangen är inredd med inspiration från popkonsten.
Byggnaden uppfördes 1950.